# Condado de Blue Earth
O Condado de Blue Earth é um dos 87 condados do estado americano do Minnesota. A sede e maior cidade do condado é Mankato.
O condado possui uma área de 1 984 km² (dos quais 35 km² estão cobertos por água), uma população de 55 941 habitantes, e uma densidade populacional de 29 hab/km² (segundo o censo nacional de 2000). O condado foi fundado em 1853.